# 八堵站二二八紀念碑
25°06′32″N 121°43′48″E / 25.108781°N 121.729937°E
八堵站二二八紀念碑，又名八堵站罹難員工紀念碑，是臺灣基隆市暖暖區八堵車站旁的拱形二二八和平紀念碑，紀念十七名在八堵車站事件死亡的臺鐵員工，1994年興建，同年完工，是唯一一座紀念台鐵員工的二二八和平紀念碑。

## 背景
1946年3月31日，來自澳底的大批國軍包圍八堵車站，造成五名站員當場死亡，並帶著站長李丹修等人至獅球嶺槍決，共造成站長李丹修、副站長蘇水木、及其他員工許朝宗、黃清江、周春賢、王貴良、張水連、鄧順兼、湯振平、謝清鳳、陳境棋、廖明華、蘇兩城、蘇水井、林天助、林輝龍、許炎山等十七人身亡。

## 建立
1989年起，臺灣各地陸續設置二二八紀念碑。其中八堵車站事件中失蹤的副站長許朝宗兒子許義隆任基隆市議員後，與時任臺灣省議員劉文雄一起推動興建八堵車站二二八紀念碑。1993年3月16日，臺灣鐵路管理局局長陳世芳同意劉文雄等人要於八堵車站興建紀念碑的要求。次月2日下午，劉文雄在服務處召開協調會，受難者八堵車站站長李丹修之子李文卿、蘇水木之子、王貴良之子、許義隆之女、廖明華之女、許炎山之弟等遺族，及鐵路局主任秘書劉家裕、段務處劉處長、基隆車站袁站長、八堵車站蘇站長等主管，討論紀念碑圖樣設計與碑文、鐵路局協助尋找遺骸與補償等。建碑經費除由鐵路局負擔新臺幣二百萬元外，由劉文雄向臺灣省政府爭取新臺幣一百萬元、許義隆向基隆市政府爭取新臺幣一百萬元。 
1994年1月5日上午10點，紀念碑動工，碑全名是「八堵站罹難員工紀念碑」，位於八堵車站旁，原為台鐵宿舍，佔地面積約二百坪。7月16日上午，由台鐵局局長陳世芳代表臺灣省主席宋楚瑜，基隆市市長林水木、立法委員張堅華、臺灣省議員劉文雄、罹難家屬代表李文卿、臺灣鐵路工會常務理事林惠官等人共同主持落成，敲響十七聲鐘聲以紀念十七位罹難鐵路局員工，現場有家屬及來賓二百多人。此紀念碑是唯一一座紀念台鐵員工的二二八和平紀念碑。

## 後況

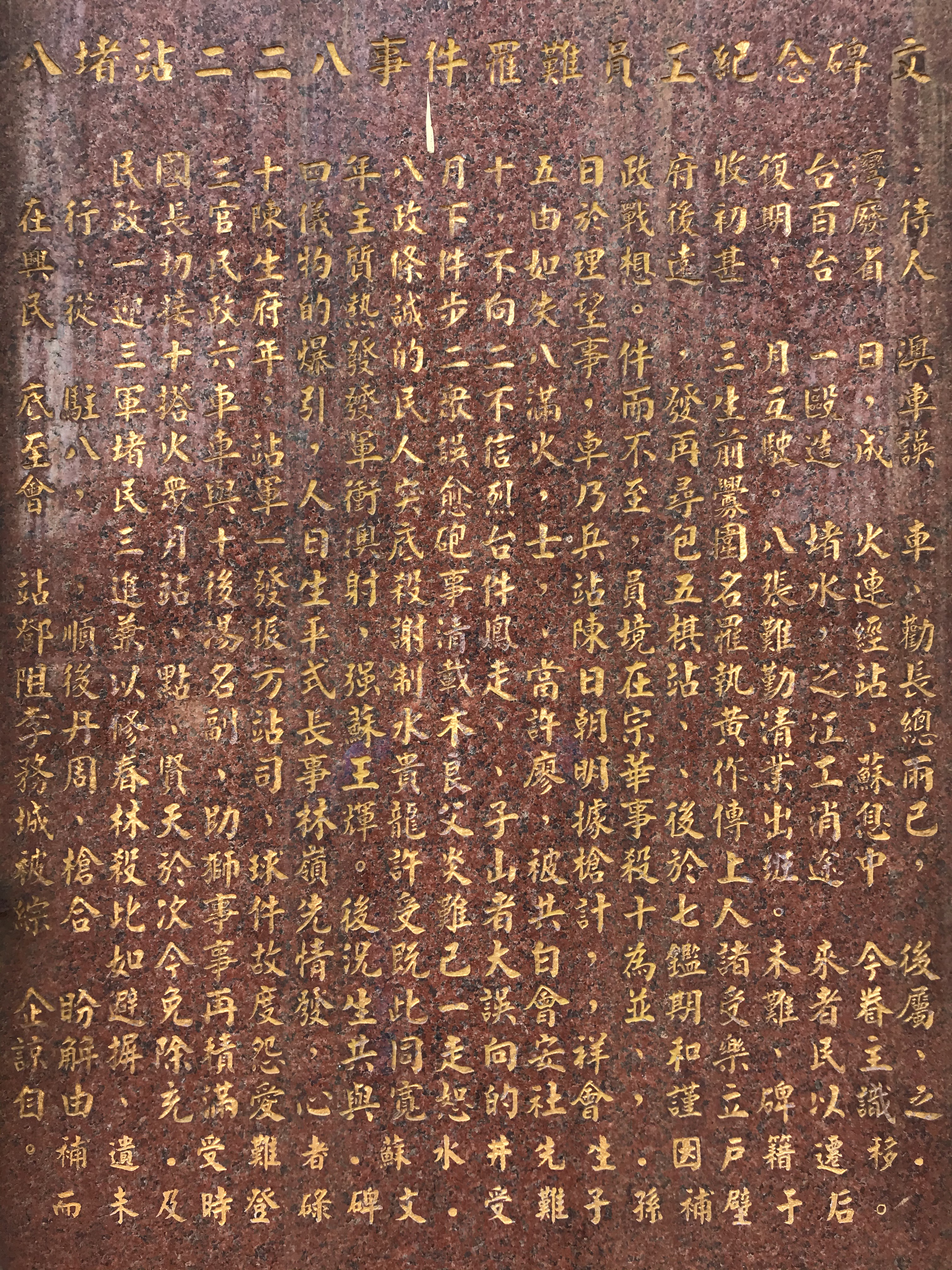
碑文

紀念碑由紅磚建造，拱門造型象徵當時地名「堵」，頂層又有火車站和火車造型。受難者蘇水井因戶籍遷移，導致未及時錄入碑文，由子孫補上。
建碑後每年的3月11日，家屬會相約到這裡弔念親人，包括許朝宗孫子許效舜。當時目睹屠殺的台鐵員工妻子葉林秀英，到2002年已七十八歲，於2月27日在基隆文化中心展出她描繪事發的畫作，解說時流下眼淚。

## 外部連結
- 二二八紀念碑-文化部國家文化記憶庫 （页面存档备份，存于）
- 台北二二八紀念館-全台紀念碑與紀念館-八堵站二二八紀念碑 （页面存档备份，存于）
- 二二八遺址資料庫 - 八堵車站｜財團法人二二八事件紀念基金會．二二八國家紀念館 （页面存档备份，存于）